# 시모아사히카와촌
시모아사히카와촌(下旭川村)은 아키타현 미나미아키타군에 존재했던 촌이다.
데가타가쿠엔정, 데가타야마자키정, 호도노사쿠라정, 호도노치요다정, 이즈미 이즈미이치노쓰보・이즈미카마노정・센보쿠・이즈미주오 ,이즈미미타케네 ,야바세오하타 ,야바세도조누마정의 전역을 포함한. 데가타카라미덴,데가타신사카에정, 데가타타나카 데가타야마니시정, 호도노카나사정, 호도노스와정, 호도노텟포정, 호도노핫초, 호도노하라노정, 이즈미간노, 이즈미바바, 이즈미히가시마치, 센난, 아사히카와미나미, 히가시도리, 히가시도리나카정, 고요사이와이정, 고요아오야기정, 야바세이사노, 야바세오누마정, 야바세신카와무카이, 야바세타고로, 야바세혼정, 야바세미와정의 일부에 해당한다.

## 역사
- 1889년 4월 1일 - 정촌제 시행에 수반해 데가타촌, 호도노촌, 이즈미촌이 합병해 성립하였다. 구 3촌은 오아자가 되었다. 
  - 호도노촌, 이즈미촌은 가미아사히카와촌에 대한 참가를 주장하며, 데가미촌은 호도노, 이즈미가 합병을 기피한다면 단독 입촌할 것을 주장했다. 그러나 현이 합병 범위의 변경을 인정하지 않고, 3촌에서의 합병이 되었다.
- 1892년 8월 1일- 가미아사히카와촌과 합병해, 아사히카와촌이 성립해, 시모히카와촌은 폐지되었다. 구 3개의 오아자는 아사히카와촌의 오아자가 되었다.